# Werken van Augustinus van Hippo
Augustinus van Hippo was bisschop van Hippo, theoloog, filosoof en kerkvader. In dit artikel worden zijn werken en werken over hem opgesomd.

## Werken
- Fragment uit een vijftiende-eeuwse kopie van de Civitate Dei van Augustinus de Hippo. Gemaakt door Jacobus De Stephelt in 1472.[1]Confessiones (Belijdenissen)

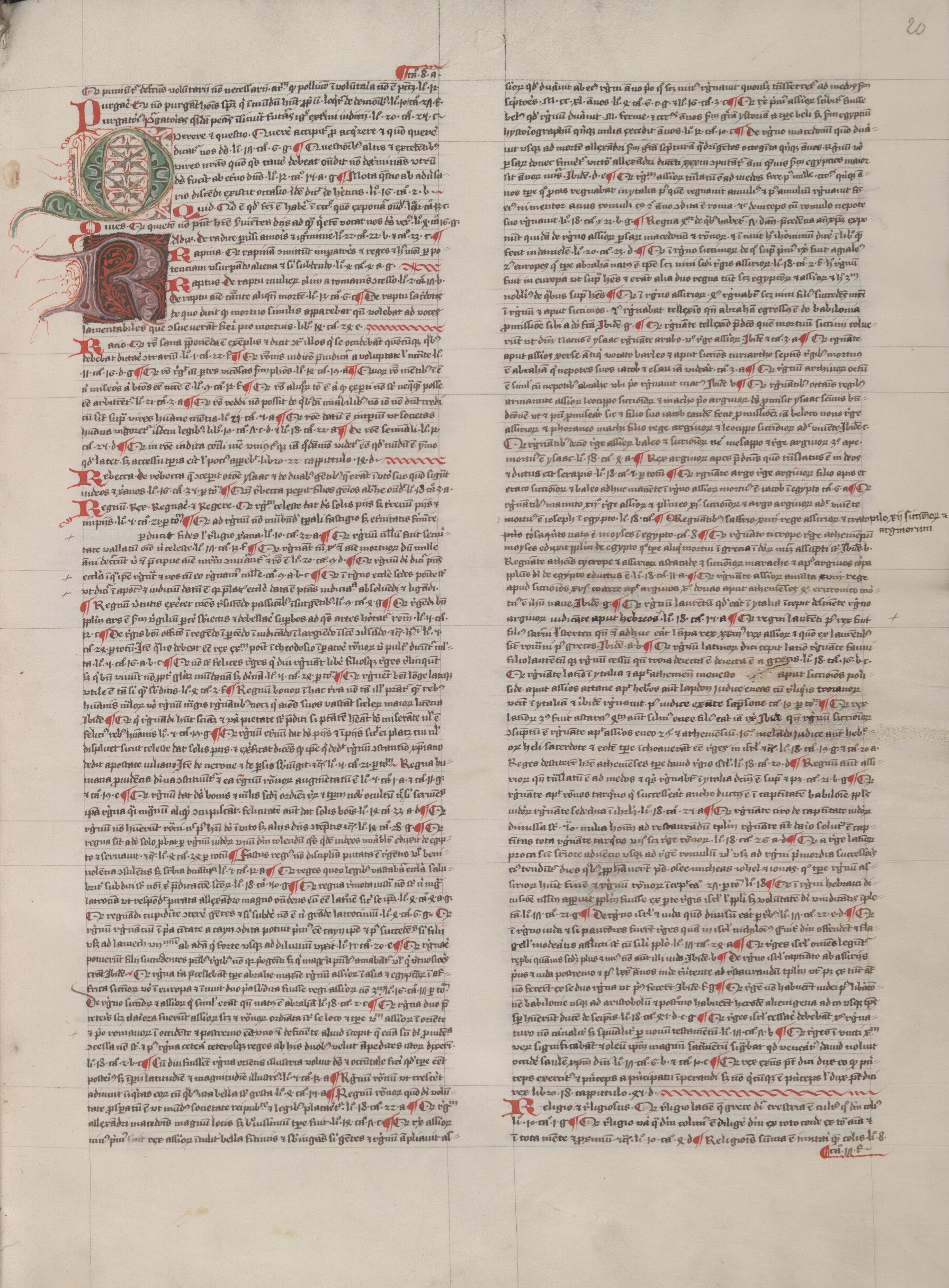
Fragment uit een vijftiende-eeuwse kopie van de Civitate Dei van Augustinus de Hippo. Gemaakt door Jacobus De Stephelt in 1472.

- De catechizandis rudibus (Goed onderwijs)
- De civitate Dei (Over de stad van God)
- De consensu evangelistarum
- Contra academicos
- De ordine (De orde)
- Regel voor de gemeenschap
- Ars Augustini pro fratrum mediocritate breviata (Leerboek door Augustinus beknopt geformuleerd in overeenstemming met het tussen-niveau van de broeders)
- De magistro (Over de Meester)
- De agone christiano (De strijd van een christen)
- De Trinitate (Over de Drie-eenheid)
- De doctrina christiana (Over de Christelijke leer)
- Enarrationes in Psalmos (Uitweidingen over de Psalmen)
- Encheiridion
- Epistulae (Brieven)
- In Iohannis euangelium tractatus (Verhandelingen over het evangelie volgens Johannes)
- Psalmus contra partem Donati, (Psalm tegen de Donatisten)
- De beata vita (Over het gelukkige leven)
- De haeresibus (Over de ketterijen)
- De libero arbitrio (Over de vrije wilskeuze)
- De quantitate animae (De grootte van de ziel)
- Speculum (De Bijbel als spiegel)
- De Spiritu et littera (De Geest en de letter)
- Sermones ad populum (Preken voor het volk)
- De peccatorum meritis et remissione et de baptismo parvulorum (Over de straf voor en de vergeving van de zonden)
- De natura et gratia (Over de menselijke natuur en de genade)
- De praedestinatione sanctorum (Over de voorbestemming van de heiligen)
- De dono perseverantiae (Over het geschenk van de volharding)
- De Musica (Over muziek en ritme)

### Nederlandse vertalingen
- Wim Sleddens O.S.A., Aurelius Augustinus, Belijdenissen (Confessiones), Damon Budel 2009, ISBN 978-90-5573-915-8 - inleiding, vertaling, aantekeningen en Bijbelplaatsenregister
- Gerard Wijdeveld, Aurelius Augustinus, Belijdenissen (Confessiones), Ambo Amsterdam 1997, ISBN 90-263-1542-2 - inleiding, vertaling en aantekeningen
- A. Sizoo, Augustinus' Belijdenissen (Confessiones), Meinema Delft [1940], inleiding en vertaling
- A. Sizoo, Toelichting op Augustinus' Belijdenissen, Meinema Delft [5e i.e. 6e druk 1947]
- J.A. van Lieshout O.S.A., H. Augustinus, Belijdenissen (Confessiones), Wereldbibliotheek Amsterdam 1947, vertaling

- Vincent Hunink en Hans van Reisen, Augustinus, Goed onderwijs (De catechizandis rudibus), Damon Budel (2008) 2010 - inleiding, Latijnse tekst, vertaling, aantekeningen en Bijbelplaatsenregister
- Gerard Wijdeveld, Augustinus, Het eerste geloofsonderricht, Ambo Baarn 1982, ISBN 90-263-0568-0 - inleiding, vertaling en aantekeningen

- Gerard Wijdeveld, Aurelius Augustinus, De stad van God (De civitate Dei), Ambo Baarn 1983, ISBN 90-263-0621-0 - inleiding en vertaling

- Vincent Hunink en Joost van Neer, Aurelius Augustinus, De Bijbel als spiegel (Speculum), Jongbloed Heerenveen 2018, ISBN 978-90-8520-299-8 - inleiding: Paul van Geest

- Ton Hertogh, Sander van der Meijs en Leo Wenneker, Aurelius Augustinus, Vier evangelisten, één evangelie (De consensu euangelistarum), Damon Budel 2012, ISBN 978-94-6036-029-9, vertaling, aantekeningen en Bijbelplaatsenregister, inleiding: Joost van Neer en Martijn Schrama O.S.A.

- Cornelis Verhoeven, Augustinus, De orde, Damon Budel 2000, ISBN 90-5573-159-5 - inleiding en vertaling

- T.J. van Bavel, Augustinus van Hippo, Regel voor de gemeenschap, Altiora Averbode 1982, ISBN 90-317-0508-X - vertaling en commentaar

- Vincent Hunink, Aurelius Augustinus Handboek Latijn. Een korte Latijnse grammatica (Ars Augustini pro fratrum mediocritate breviata), Damon Budel 2014, ISBN 978-94-6036-190-6 - vertaling en toelichting

- Gerard Wijdeveld, Aurelius Augustinus - De magistro, Amsterdam 1937 - Latijnse tekst, vertaling en commentaar

- Joost van Neer, Anke Tigchelaar en Izak Wisse, Aurelius Augustinus, De strijd van een christen (De agone christiano), Damon Budel (2006) 2012, ISBN 90-5573-728-3 - inleiding, Latijnse tekst, vertaling, aantekeningen en Bijbelplaatsenregister

- T.J. van Bavel (ed.), Augustinus van Hippo, Over de Drie-eenheid (De Trinitate), Peeters Leuven 2005, ISBN 90-429-1584-6 – inleiding, vertaling en aantekeningen

- Jan den Boeft/Ineke Sluiter, Aurelius Augustinus, Wat betekent de bijbel?, Christelijke scholing in tekstbegrip en presentatie (De doctrina christiana), Ambo Amsterdam 1999, ISBN 90-263-1595-3 - inleiding, vertaling en toelichting

- Martijn Schrama, Wim Sleddens en Hugo de Lil,  Aurelius Augustinus, Zoals het hart verlangt, Preken over de psalmen, Meinema Zoetermeer 2001, ISBN 90 211 3793 3, NUGI 631 - inleiding, vertaling en aantekeningen
- T.J. van Bavel O.S.A., Aurelius Augustinus, Commentaar op Psalm 118/119, Ambo Baarn 1996 - ISBN 90-263-1429-9 - inleiding, vertaling en aantekeningen

- T.J. van Bavel, Augustinus van Hippo, Handboekje over geloof, hoop en liefde, Peeters Leuven 2008, ISBN 978-90-429-2021-7 - inleiding en vertaling

- Ben Bongers, Joost van Neer, Martijn Schrama O.S.A. en Anke Tigchelaar, Aurelius Augustinus, In antwoord op uw vragen, Augustinus' brieven aan Januarius, (Ad inquisitiones Ianuarii libri duo (= Epistulae 54-55), Damon Budel 2009, ISBN 978-90-5573-930-1 - inleiding, Latijnse tekst, vertaling, aantekeningen en Bijbelplaatsenregister

- Vincent Hunink, Aurelius Augustinus, Psalm tegen de donatisten (Psalmus contra partem Donati), Damon Budel 2005, ISBN 90-5573-640-6 - inleiding, Latijnse tekst, vertaling en aantekeningen

- Rein Ferwerda, Augustinus, Over het gelukkige leven, Agora Baarn 1999, ISBN 90-391-0776-9

- Joke Gehlen-Springorum en Vincent Hunink, Aurelius Augustinus, Ketters en scheurmakers, (De haeresibus), Damon Budel 2009, ISBN 978-90-5573-931-8 - inleiding, Latijnse tekst, vertaling, aantekeningen en Bijbelplaatsenregister

- Olav J.L. Albers, Aurelius Augustinus, Over de vrije wilskeuze (De libero arbitrio), Ambo Baarn 1994, ISBN 90-263-1309-8 - inleiding, vertaling en aantekeningen

- Olav J.L. Albers, Aurelius Augustinus, De grootte van de ziel (De quantitate animae), Ambo Baarn 1997, ISBN 90-263-1410-8 - inleiding, vertaling en aantekeningen

- Joost van Neer, Anke Tigchelaar en Izak Wisse, Augustinus, De Geest en de letter, (De Spiritu et littera), Agora Kampen 2002, ISBN 90-391-0843-9 - inleiding, Latijnse tekst, vertaling, aantekeningen en Bijbelplaatsenregister

- Joke Gehlen-Springorum, Vincent Hunink, Hans van Reisen en Annemarie Six-Wienen, Aurelius Augustinus, Geloof is het begin, Preken over teksten uit brieven van het Nieuwe Testament (Sermones de scripturis 162C-183), Damon Budel 2013, ISBN 978-94-6036-149-4, NUR 700, 703, 711, 728 - inleiding, vertaling, aantekeningen en Bijbelplaatsenregister
- Joost van Neer, Martijn Schrama o.s.a. en Anke Tigchelaar, Aurelius Augustinus, Schatkamer van het geloof, Preken over teksten uit het Oude Testament (Sermones de Scripturis 1-50), Damon Budel 2013, ISBN 978-94-6036-067-1, NUR 700, 703, 711, 728 - inleiding, vertaling, aantekeningen en Bijbelplaatsenregister
- Joke Gehlen-Springorum, Vincent Hunink, Hans van Reisen en Annemarie Six-Wienen, Aurelius Augustinus, Leven in hoop, Preken over teksten uit de brieven aan de christenen in Rome en Korinte (Sermones de scripturis 151-162B), Damon Budel 2011, ISBN 978-94-6036-025-1 - inleiding, vertaling, aantekeningen en Bijbelplaatsenregister
- Hans Tevel en Hans van Reisen, Aurelius Augustinus, Geef mij te drinken, Verhandelingen 1-23 over het Johannesevangelie (In Iohannis euangelium tractatus), Damon Budel 2010, ISBN 978-90-5573-974-5 - inleiding, vertaling, aantekeningen en Bijbelplaatsenregister
- Arie Akkermans, Elisabeth van Ketwich Verschuur en Hans van Reisen, Aurelius Augustinus, De goede geur van Christus, Preken over heiligen (Sermones de sanctis 273-299C), Damon Budel 2010, ISBN 978-90-5573-984-4 - inleiding, vertaling, aantekeningen en Bijbelplaatsenregister
- Gelukkig leven, Zeven preken van Aurelius Augustinus, vertaald en voorgelezen door: Anke Tigchelaar, Annemarie Six-Wienen, Joost van Neer en Vincent Hunink, Damon Budel 2008, ISBN 978-90-5573-887-8 - luisterboek
- Joke Gehlen-Springorum, Vincent Hunink, Hans van Reisen en Annemarie Six-Wienen, Aurelius Augustinus, Wijsheid van leerlingen, Preken over teksten uit de Handelingen van de Apostelen (Sermones de scripturis 148-150), Damon Budel 2007, ISBN 978-90-5573-819-9 - inleiding, Latijnse tekst, vertaling, aantekeningen en Bijbelplaatsenregister
- Joke Gehlen-Springorum, Vincent Hunink, Hans van Reisen en Annemarie Six-Wienen, Aurelius Augustinus, De weg komt naar u toe, Preken over teksten uit het Johannesevangelie (Sermones de scripturis 117-147A + 368), Damon Budel 2007, ISBN 90-5573-767-4 - inleiding, vertaling, aantekeningen en Bijbelplaatsenregister
- Joost van Neer, Martijn Schrama en Anke Tigchelaar, Aurelius Augustinus, Van aangezicht tot aangezicht, Preken over teksten uit het evangelie volgens Matteüs (Sermones de scripturis 51 - 94), (Ambo Amsterdam 2004) Damon Budel 2010, ISBN 90-263-1890-1 - inleiding, vertaling, aantekeningen en Bijbelplaatsenregister
- Joke Gehlen-Springorum, Vincent Hunink, Hans van Reisen en Annemarie Six-Wienen, Aurelius Augustinus, Als korrels tussen kaf, Preken over teksten uit het Marcus- en Lucasevangelie (Sermones de scripturis 94A-116 + 367), (Ambo Amsterdam 2002) Damon Budel 2007 (tweede druk), ISBN 90-263-1745-X - inleiding, vertaling, aantekeningen en Bijbelplaatsenregister
- Richard van Zaalen, Hans van Reisen en Sander van der Meijs, Aurelius Augustinus, Als lopend vuur, Preken voor het liturgisch jaar II (Sermones de tempore 2 + De utilitate ieiunii), Ambo Amsterdam 2001, ISBN 90-263-1689-5 - inleiding, vertaling, aantekeningen en Bijbelplaatsenregister
- Joost van Neer, Martijn Schrama, Anke Tigchelaar en Paul Wammes, Aurelius Augustinus, Als licht in het hart, Preken voor het liturgisch jaar I (Sermones de tempore 1), Ambo Baarn 1996, ISBN 90-263-1390-X - inleiding, vertaling, aantekeningen en Bijbelplaatsenregister
- T.J. van Bavel, Augustinus van Hippo, Preken over de eerste brief van Johannes (In epistulam Iohannis ad Parthos), Augustijns Historisch Instituut Leuven 1992, inleiding en vertaling
- Gerard Wijdeveld, Aurelius Augustinus, Carthaagse preken, Ambo Baarn 1988, ISBN 90-263-0865-5 - inleiding, vertaling en aantekeningen
- Gerard Wijdeveld, Twintig preken van Aurelius Augustinus, Ambo Baarn 1986, ISBN 90-263-0759-4 - inleiding, vertaling en aantekeningen
- Christine Mohrmann, Sint Augustinus, Preken voor het volk, handelende over de Heilige Schrift en het eigen van den tijd, Het Spectrum Utrecht/Brussel 1948 - inleiding, vertaling en aantekeningen
- Joke Gehlen-Springorum, Vincent Hunink, Hans van Reisen en Annemarie Six-Wienen, Aurelius Augustinus, Huis van barmhartigheid, Preken over verschillende thema's, Damon Eindhoven 2018, ISBN 978-94-6340-136-4 - inleiding, vertaling, aantekeningen, Bijbelplaatsenregister
- Joke Gehlen-Springorum, Vincent Hunink, Hans van Reisen en Annemarie Six-Wienen, Aurelius Augustinus, Bidden met je handen, Preken over verschillende thema's 2, Damon Eindhoven, 2020, ISBN 978 94 6340 263 7 - inleiding, vertaling, aantekeningen, Bijbelplaatsenregister

- Vier anti-pelagiaanse geschriften, Boekencentrum B.V 2013, ISBN 9789086871254 ingeleid door Anthony Dupont en Mathijs Lamberigts. Vertaald door Izak Wisse en Raf Debaene
- Joost van Neer, Martijn Schrama O.S.A. en Anke Tigchelaar, Aurelius Augustinus, Over de psalmen 110-117 [Enarrationes in Psalmos 110-117], Damon, Eindhoven, 2020 - inleiding, vertaling, aantekeningen, Bijbelplaatsenregister

## Boeken over Augustinus
(in chronologische volgorde van jaar van eerste uitgave)
- Hannah Arendt, Der Liebesbegriff bei Augustin. Versuch einer philosophischen Interpretation, Berlijn 1929
- Frits van der Meer, Augustinus de zielzorger, Utrecht/Brussel 1947, herdruk Kampen 2008 ISBN 978-90-435-1381-4
- Peter Brown, Augustine of Hippo, Berkeley: University of California Press, 1967 ISBN 0-520-00186-9 (Nederlandse vertaling van Carla Verheijen en Karin van Dorsselaer: Augustinus van Hippo, Amsterdam 2000 ISBN 90-5157-100-3)
- T.J. van Bavel, Augustinus. Van liefde en vriendschap, Het Wereldvenster Baarn 1970
- T.J. van Bavel, Veel te laat heb ik jou liefgekregen. Leven en werk van Augustinus van Hippo, Heverlee 1986 ISBN 90-6831-060-7 (in dit boek staat onder meer een vertaling van Augustinus' biografie, geschreven door zijn vriend Possidius)
- J. van Oort,  Augustinus. Facetten van leven en werk, Kampen 1989
- Kurt Flasch, Augustin. Einführung in sein Denken, Stuttgart 1994 ISBN 3-15-009962-5
- Jostein Gaarder, Vita Brevis Vertaling van een brief van Floria Aemilia (zij beweerde zijn concubine te zijn geweest) aan Aurelius Augustinus. de Prom / Houtekiet 1996 ISBN 90-6801-547-8
- T.J. van Bavel, Ooit een land van kloosters. Teksten van Augustinus over het kloosterleven, Heverlee-Leuven 1999 ISBN 90-74829-07-4
- Serge Lancel, Saint Augustin, Paris 1999 (nieuwe biografie, ook in het Engels vertaald)
- Martijn Schrama, Augustinus. De binnenkant van zijn denken, Zoetermeer 1999 ISBN 90-211-3746-1
- T.J. van Bavel, Charisma: gemeenschap. Gemeenschap als plaats voor de Heer, Heverlee-Leuven 2000, ISBN 90-74829-08-2
- Garry Wills, Saint Augustine, New York / Londen 1999 (Nederlandse vertaling van Jan Braks: Augustinus, Balans Amsterdam 2001 ISBN 90-5018-548-7)
- Paul van Geest, Integriteit als Weg naar God. Over de spiritualiteit van Augustinus (Oratie Utrecht) Utrecht 2002 ISBN 90-70660-42-3
- Jan Bluyssen, Waar liefde vraagt, luistert God. Hoe bisschop Augustinus nieuwkomers leerde geloven in Jezus Christus, Valkhof Pers Nijmegen 2004, ISBN 90-5625-170-8
- James J. O'Donnell, Augustine. A new biography, New York 2005
- J. van Oort & P. van Geest, Augustiniana Neerlandica, Leuven 2005 ISBN 90-429-1627-3
- Martijn Schrama, De regel van de liefde. Over de volgelingen van Augustinus, Kampen 2006 ISBN 90-259-5705-6
- Matthias Smalbrugge, Wijsheid van Augustinus. 365 teksten voor elke dag van het jaar, Tielt 2006 ISBN 90-209-6647-2
- Paul van Geest, Stellig maar Onzeker. Augustinus' benadering van God, Budel: Damon 2007 ISBN 978-90-5573-742-0
- Paul van Geest, The Incomprehensibility of God — Augustine as a Negative Theologian, Peters: Leuven 2011 ISBN 978-90-429-2473-4
- Kitty Bouwman, Mater Sapientia — de mystagogische functie van het moederschap van God en het geestelijke moederschap bij Augustinus, Skandalon: Vught 2015 ISBN 978-94-92183-07-1
- Robin Lane Fox, Augustine. Conversions and Confessions, Allen Lane-Penguin, London etc. 2015 ISBN 978-1-846-14400-4